# Толмач (Львовская область)
Толмач (укр. Товмач) — село в Каменка-Бугской городской общине Львовского района Львовской области Украины.
Население по переписи 2001 года составляло 195 человек. Занимает площадь 0,98 км². Почтовый индекс — 80406. Телефонный код — 3254.